# Herr Kaiser

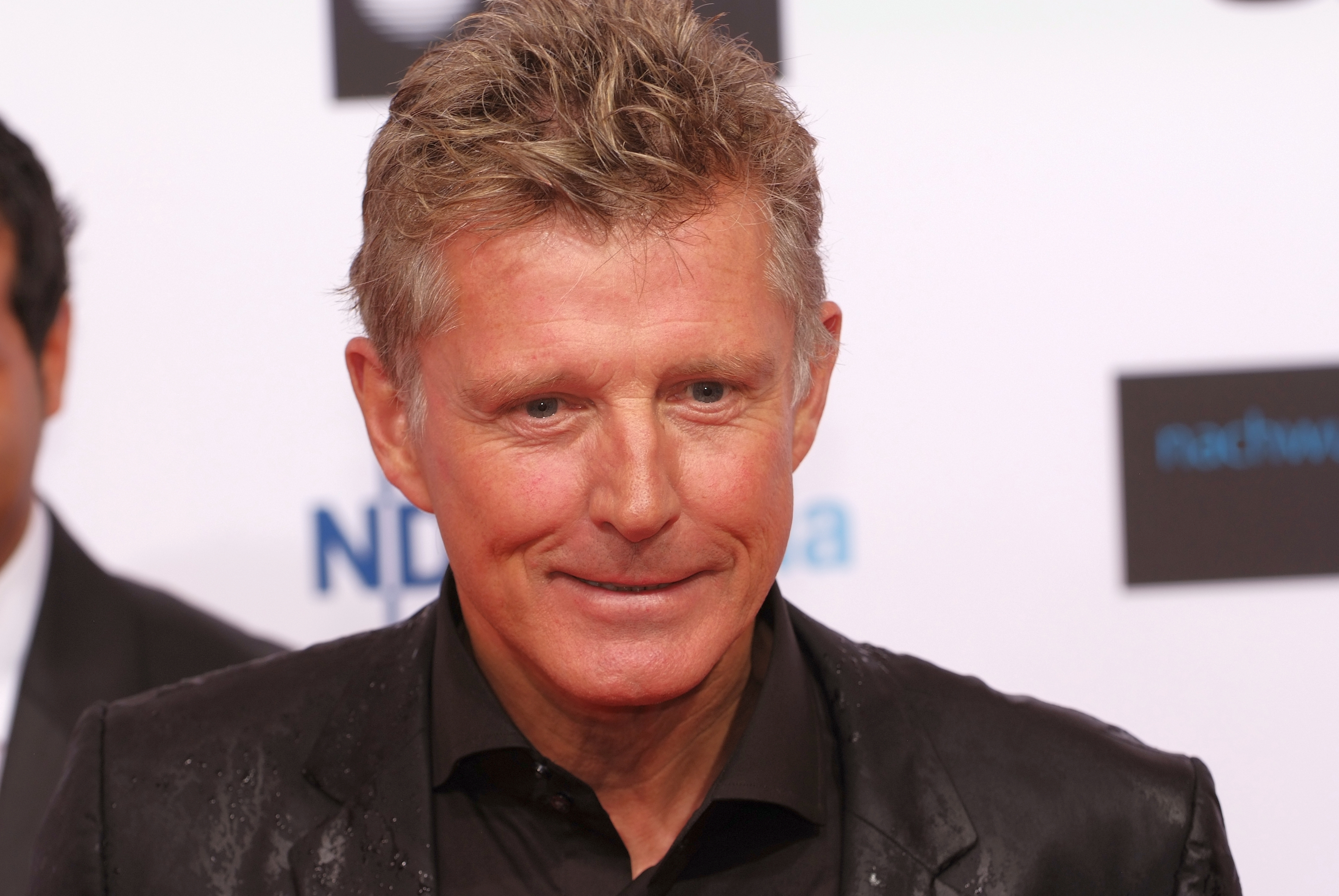
Nick Wilder, ehemaliger Darsteller des „Herr Kaiser“, 2012

Herr Kaiser ist eine vom Marketing-Experten Kuno Allershausen entwickelte Werbefigur der Versicherung Hamburg-Mannheimer, die von 1972 bis 2009 in der Fernsehwerbung als fiktiver Versicherungsvertreter in Erscheinung trat. Der dort lange gebrauchte Slogan „Hallo, Herr Kaiser!“ ist als geflügeltes Wort in die deutsche Sprache eingegangen.

## Geschichte
Der erste Fernsehspot wurde am 5. September 1972 ausgestrahlt. 18 Jahre lang verkörperte Günter Geiermann den zunächst vornamenlosen Versicherungsvertreter; 1980 wurde der Vorname Günter für Herrn Kaiser öffentlich eingeführt 1990 übernahm Franz Michael Schwarzmann die Rolle, ab 1996 wurde sie von Nick Wilder verkörpert.
Günter Geiermann wurde nach eigenen Angaben stark mit der Rolle des Herrn Kaiser identifiziert: „Ich trug stets einen Packen Autogrammkarten bei mir, und die gingen auch schnell weg. Ich hatte sogar einen Fan-Club und bekam auch viele Briefe und Heiratsanträge. Und als ich Theater spielte, kamen einige wirklich nur in die Vorstellung, um mich zu sehen. Das Stück hat die gar nicht interessiert“. Für die Auftritte in den Werbespots erhielt Geiermann 25.000 DM pro Jahr. Allerdings geriet seine Schauspielkarriere ins Stocken und er erhielt keine guten Rollen mehr, weil er zu sehr mit der Werbefigur Herr Kaiser verbunden wurde.
Herr Kaiser gehört wie Tilly, Klementine oder Frau Antje in die Kategorie der Präsenter-Werbung, bei der immer wiederkehrende Zentralfiguren das gleiche Produkt mit gleichbleibenden Sprachformeln bewerben. Die Figur gilt als Vorreiter in der Personalisierung von Unternehmen in der Werbung und erreichte im Jahr 2002 einen Bekanntheitsgrad von 86 % in Deutschland. Die hohe Bekanntheit der Figur wurde von Hamburg-Mannheimer auch außerhalb von Werbespots genutzt, indem Produkte mit deren Namen bezeichnet wurden (z. B. „Kaiser-Rente“).
Üblicherweise wurde „Herr Kaiser“ bereits von den Kindern seiner Klientinnen auf der Straße erkannt („Mami, Mami, der Mann von der Hamburg-Mannheimer“), was Dieter Hallervorden in seiner Reihe Nonstop Nonsens bereits in den späten 1970er Jahren zum Anlass für eine Persiflage nahm („Der Mann von der Humbug-Mülleimer“).
Der fiktive Herr Kaiser fand auch weiterhin weite Rezeption als Repräsentant der Versicherungsbranche. So wurde etwa im Jahr 2005 im Rahmen der Tarifverhandlungen der Versicherungsbranche auf Demonstrationen der Slogan „Hallo Herr Kaiser, schon Hartz-IV-versichert?“ verwendet. Im Film 7 Zwerge – Männer allein im Wald wird die Figur von der Königin als Verkleidung verwendet.
Nach der Übernahme der Hamburg-Mannheimer durch die Ergo Lebensversicherung wurde Herr Kaiser zum Ende 2009 als Werbefigur aufgegeben.
Im Oktober 2017 benutzte das Vergleichsportal Check24 Herrn Kaiser in einem Werbespot der Reihe „Zwei Unvergleichliche Familien“. Die Figur wird ebenfalls von Nick Wilder dargestellt und ist der bisherige Versicherungsvertreter der Familie. Am Ende wird in Anspielung an die frühen Werbungen auch erwähnt, dass er aus Hamburg oder Mannheim stammt.
In dem Song „Palo Alto“ (2019) der Band Kettcar wird ein erwerbsloser Bankangestellter im Waschsalon mit „Hallo, Herr Kaiser!“ begrüßt. In der gewerkschaftsnahen Zeitschrift express erscheinen Beiträge zum Thema Versicherungen des Öfteren unter dem Pseudonym Günter Kaiser mit dem Verweis „Günter Kaiser ist den älteren Leser:innen des express aus der TV-Werbung bekannt.“

## Darsteller
- Günter Geiermann (1972–1980)
- Franz Michael Schwarzmann (1990–1996)
- Nick Wilder (1996–2009)